# El Fitó (Sitges)
El Fitó és una muntanya de 56 metres que es troba al municipi de Sitges, a la comarca del Garraf.